# Shooting Stars (película de 2023)
Shooting Stars es una película biográfica estadounidense de 2023, de estilo deportivo y drama, sobre la carrera deportiva de LeBron James en la secundaria. Dirigida por Chris Robinson y protagonizada por Mookie Cook, se basa en las memorias homónimas de James de 2009, coescritas por Buzz Bissinger.

## Sinopsis
En Akron, Ohio, LeBron James, Dru Joyce III, Willie McGee y Sian Cotton han sido amigos y compañeros de baloncesto en los Shooting Stars desde que tenían diez años. El entrenador Joyce, padre de Dru, es su entrenador.
Los cuatro chicos, que trabajan bien juntos, se hacen llamar Fab Four. Al terminar la secundaria, Dru descubre que, debido a su estatura, el instituto local Buchtel no le permite jugar en el equipo universitario.
Queriendo evitar el descenso y su separación, Dru acude a la escuela católica privada local, St. Vincent's, para convencer al entrenador Dambrot de que los acepte, ya que ve que ha entrenado en la NCAA. Negándose a aceptar un no por respuesta, Dru demuestra su habilidad de tiro y luego le garantiza a Dambrot que ganará el campeonato estatal con ellos.
Tras unos meses de clases, llegan a las pruebas de baloncesto, donde conocen a los demás estudiantes negros de último año. Los cuatro pasan por las agotadoras cuatro horas. En el primer partido de la temporada, los de primer año no deben jugar. Finalmente, llaman a Willie, pero los jugadores mayores rara vez lo incluyen.
Quejándose del partido después, los de último año y los Fab Four acuerdan un partido improvisado en su barrio. El grupo más joven llega primero a los 21. El entrenador Dambrot ve el final del partido, así que Dru lo invita a cenar con ellos en casa.
El entrenador Dambrot conversa con la entrenadora Joyce, quien le cuenta la historia de los Fab Four. En muchos casos, las familias animan a sus hijos a practicar deportes para mantenerlos concentrados y alejados de los problemas. Los cuatro no paran de jugar al baloncesto, tanto con canasta como con videojuegos. Dambrot explica que intenta que sean humildes.
El equipo termina el año invicto, ganando el campeonato estatal. En segundo año, reclutan a Romeo Travis, tras ser expulsado de su escuela pública. Los cuatro lo conocen de una antigua rivalidad. La entrenadora Joyce también se une a ellos como entrenadora asistente.
Tras su primera victoria aplastante de la temporada, el equipo asiste a una fiesta donde LeBron conoce a su futura esposa, Savannah, estudiante de Buchtel. En el partido entre St. Vincent y Buchtel, Dru machaca sin parar, ignorando a los entrenadores, y los lleva a la victoria.
Antes de su siguiente partido por el campeonato estatal, el equipo descubre sin querer que el entrenador Dambrot dirigirá en la Universidad de Akron la próxima temporada. Los Cuatro le demuestran a Dambrot que pueden ganar sin él ignorando sus jugadas y ejecutando las suyas. Se marcha sin ver la victoria. Al final de la temporada, Romeo se ha integrado tanto en el equipo que se renombran los Fab Five para incluirlo.
Sports Illustrated presenta a LeBron en su siguiente portada, y su madre le regala un Hummer. Pronto le piden selfis con él. Una de ellas le regala una camiseta vintage.
Cuando Savannah le sugiere a LeBron que haga un curso de preparación para el SAT, él insiste en que ninguno de los dos lo necesita, ya que irá directamente a la NBA. Ella se va, enfadada con él, tras advertirle lo arriesgado que es no tener un plan de contingencia.
En su etapa juvenil, St. Vincent juega contra selecciones nacionales, así que juega de visitante. Su racha de victorias no se interrumpe hasta que se enfrentan al cabeza de serie número uno, Oak Hill. LeBron asiste a una fiesta antes del partido para conocer a jugadores importantes. Regresa en mal estado, tras haber festejado demasiado. El equipo finalmente pierde.
Al comenzar los entrenamientos para su tercer campeonato, el equipo no cohesiona. Tras perder por falta de comunicación, por primera vez dejan de juntarse, pues ya no es divertido.
Al comienzo del último año, Romeo anima al equipo. Vencieron cómodamente al número uno del país. Inmediatamente después, LeBron es suspendido, supuestamente por aceptar sobornos, ya que aceptó esa camiseta hace más de un año, una valiosa pieza de colección, y tiene un Hummer.
LeBron tiene prohibido interactuar con el equipo durante toda la temporada. A pesar de todo, el equipo llega a los playoffs. Entonces, apela a la junta directiva para participar en el partido por el campeonato como su último partido juntos. Ganan, convirtiéndose en el equipo de preparatoria más exitoso hasta entonces.
LeBron se une a la NBA, y el resto de las Shooting Stars juegan en la universidad en Ohio; dos de ellas juegan profesionalmente en Europa y una se convierte en rapera.

## Reparto
- Mookie Cook como LeBron James
- Caleb McLaughlin como Dru Joyce III
- Algee Smith como Illya McGee
- Dermot Mulroney como Keith Dambrot
- Wood Harris como Dru Joyce II
- Natalie Paul como Gloria James
- Katlyn Nichol como Savannah James
- Avery Wills como Willie McGee
- Scoot Henderson como Romeo Travis
- Khalil Everage como Sian Cotton
- Jett Howard como Carmelo Anthony[3]

## Producción
En 2014, se informó que Universal Pictures produciría una película basada en los años de secundaria de LeBron James. La película se basa en las memorias homónimas de James de 2009, coescritas por Buzz Bissinger.
La fotografía principal comenzó el 18 de abril de 2022 en Beachwood, Ohio. El rodaje se prolongó hasta junio de 2022. Entre las locaciones utilizadas para el rodaje se encontraba la Iglesia Episcopal de San Pablo.